# Латиські стрільці
Лати́ські стрільці (латис. Latviešu strēlnieki) — особовий склад стрілецьких частин, сформованих 1915 року під час Першої світової війни з мешканців Ліфляндської, Курляндської та Вітебської губерній. У 1916 розгорнуті в латиську стрілецьку дивізію.
Після Жовтневої революції перейшли на бік більшовиків. Було найбільшим національним військовим утворенням на службі в Червоній армії. Використовувалися як винятково боєздатна сила на службі революції. Загальна чисельність 80 тисяч осіб (за словами Еріка Жагарса — радянського та латиського історика, педагога, популяризатора науки, на теренах Радянської Росії більше 25 тис. латиських стрільців, ніколи не було) [Архівовано 12 жовтня 2020 у Wayback Machine.], середній вік яких складав 23 роки. Дивізії латиських стрільців широко застосовувалися по всьому фронту Громадянської війни.
Частини латиських стрільців відрізнялися залізною дисципліною, використовувалися для придушення повстань проти більшовиків у ряді міст (Ярославль, Муром, Рибінськ, Калуга, Саратов, Новгород та інших). Багато командирів латиських стрільців, згодом вже після розформування частин, змогли досягти значних керівних постів. Так, першим начальником ГУЛАГу був колишній латиський стрілець Ф. Ейхманс, а М. Лацис стає головою всеросійської колегії ЧК вже 1918 року. Латиські стрільці також стали обіймати високі посади в Червоної армії.
У матеріалах слідства Н. А. Соколова у справі про вбивство імператора Миколи II та його сім'ї, містилися численні свідчення свідків про те, що безпосередніми виконавцями вбивства, були «латиші».
Страчений петлюрівцями Ф. Келлер стверджував, що мешканці центральних російських губерній не чули про латишів до революції взагалі і стали так називати загалом всіх неросійських інтернаціоналістів, подібно єврейським та угорським вбивцям царської сім'ї.

## Перша світова війна

Добровольці третього Курземського батальйону в 1915 році

1914 року були організовані добровільні озброєні дружини Усть-Двінської фортеці, котрі надалі послужили основою латиських частин. У 1915 студенти Політехнікуму виступили з пропозицією організувати з їхнього числа загони розвідки та зв'язку.
В умовах німецького наступу, окупації Курляндії та загрози захоплення Риги, депутатами Державної Думи Росії Я. Голдманісом та Я. Залітісом у Петрограді було розповсюджено звернення до співвітчизників: «Збирайтеся під латиськими прапорами!». Вони закликали добровольців на службу у створювані латиські батальйони.
Влітку 1916 в активних частинах було близько 11,5 тисяч осіб. В основному латиші (10 278), також естонці (402), росіяни (192), литовці (174), поляки (128), німці (25). З них добровольці (2 522), що перейшли з інших частин (6 567) та мобілізовані (2 318).
Пізніше, доповнені призовниками, розширені до полків, підрозділи утворюють стрілецьку дивізію. У складі 12-ї армії, разом з сибірськими піхотними полками, стрільці займають оборону на ризькому напрямку північно-західного, а потім північного фронтів. Беруть участь у боях біля болота Мазтіреліс, під Плаканіеші та Слока. Першими командирами бригад були генерал - майор Андрій Аузанс і генерал - майор Аугуст Місіньш.
Наприкінці 1916 — початку 1917 року була зроблена спроба наступу (Мітавська операція) на німецькі позиції. Зведена з 6-м Сибірським корпусом у Бабітську оперативну групу, Латиська стрілецька дивізія взяла участь у важких «різдвяних» боях. Особливу мужність було проявлено при взятті й оборони висоти Кулеметна гірка. Крім того латиські стрільці брали участь у важких боях на іншій ділянці фронту — при утриманні плацдарму на лівому березі Даугави поблизу Ікшкіле, названому через велику кількість втрат, Островом смерті.

### Стан перед лютим 1917 року.
| 1-ша Латиська стрілецька бригада: - 1-й Латвійський стрілецький Усть-Двінський полк - 2-й Латвійський стрілецький Ризький полк - 3-й Латвійський стрілецький Курземський полк - 4-й Латвійський стрілецький Відземський полк | 2-га Латиська стрілецька бригада: - 5-й Латвійський стрілецький Земгальський полк - 6-й Латвійський стрілецький Тукумський полк - 7-й Латвійський стрілецький Баускський полк - 8-й Латвійський стрілецький Валміерський полк |

До об'єднаних в дивізію бригад було додано запасний полк, головним призначенням якого було приймання і навчання новобранців, комплектація вільних через втрати, місць у частинах дивізії.
У Латиської дивізії особовий склад перевищував кількісно стандартну піхотну дивізію російської армії. Штат кожного Латиського стрілецького полку складався з 2497 чоловік (з них 1854 стройових нижніх чину, 7 військових чиновників і військових лікарів). У грудні 1916 року в дивізії було тридцять п'ять тисяч стрільців, тисяча офіцерів. У запасному полку, розташованому на той час у Вольмару, чисельність особового складу коливалася від десяти до п'ятнадцяти тисяч людей.
Всі стрільці мали на озброєнні американські десяти-зарядні 7,62-мм гвинтівки системи Вінчестера 1895 року, виготовлені під російський патрон у США, з клинковими багнетами, у вересні 1916 їх замінили японські гвинтівки системи Арісака 1897 року. Під рушницю було поставлено велику кількість призовників і всім вже не вистачало звичних гвинтівок Мосіна. Війська другого й третього ешелону майже суцільно озброювалися закупленим у США та Японії озброєнням.

## Між двома революціями
Після перемоги Лютневої революції на неокупованій німецькими військами території Латвії почали створюватися Ради депутатів. У частинах 12-ї армії (район Риги) й 5-ї армії (район Двінська) в нових виборних органах переважали депутати, що представляли меншовиків і есерів. Виконавчі комітети солдатських депутатів — Іскосол 12 й Арміском 5 зайняли сторону Тимчасового уряду, з'єднавшись з Виконкомом офіцерської Ради.
На місцях, у батальйонах і ротах мала успіх більшовицька агітація. Після створення Об'єднаної Ради депутатів латиських стрілецьких полків (Ісколастрел), авторитетом у солдатів все більше почала мати їхня позиція. До травня 1917, латиські стрільці стають основою більшовицьких сил 12-ї армії. У липні, об'єднавшись, комітети росіян і латиських полків виступили проти меншовицького Іскосола. На мить створення Виконавчого комітету Ради робітничих, стрілецьких і безземельних депутатів Латвії (Ісколат), більшість склали латиські більшовики.
18 липня Л. Г. Корнілов був призначений Керенським Верховним головнокомандувачем, змінивши на цій посаді Олексія Брусилова. Метою заміни була спроба зупинити розкладання армії та втрату контролю над військами, які при найменшому натиску противника масами залишали позиції та йшли в тил; знизити вплив армійських більшовицьких Рад.
Для відновлення дисципліни в Армії, на вимогу генерала Корнілова Тимчасовий Уряд вводить смертну кару. Рішучими та суворими діями, з застосуванням у виняткових випадках розстрілів дезертирів, генерал Корнілов повертає Армії боєздатність і відновлює фронт.
Однак, 20 серпня (2 вересня) 1917 р., незважаючи на всі зусилля нового Верховного головнокомандувача Генерального штабу генерала від інфантерії Л. Г. Корнілова, розпропагований Північний фронт здав Ригу німецьким військам.
|  | війська Північного фронту й особливо 12-ї армії були найбільш розвалені з усіх, і за логікою речей, не могли надати належного опору ворогові … … Насправді, розбещений Північний фронт втратив всяку силу опору. Війська його відкочувалися до тієї межі, до якого велося переслідування передовими німецькими частинами, і потім подалися трохи вперед тільки тому, що виявилася втрата зіткнення з головними силами Гутьер, у наміри якого не входило просування далі певної лінії |

Більшовики, мобілізувавши всі сили, допомогли Керенському придушити корніловський виступ, загітувавши війська генерала Кримова на підступах до Петрограду.

Латиська газета «Вільний стрілець». 1917

За вказівкою ЦК більшовиків, латиські стрільці, блокувавши стратегічно важливі залізничні вузли та станції, не дозволили перекинути вірні Тимчасовому уряду війська під час Жовтневого повстання.

## Червоні латиські стрільці
22 листопада 6-й Тукумський полк (2.5 тис. чоловік) у повному складі переводиться в Петроград для захисту Радянської влади від можливої спроби її повалення антибільшовицькими силами. Менше тижня тому, за ним відправляється зведена рота Латиських стрільців, якій було доручено разом з революційними матросами та червоногвардійським загоном, охороняти Раднарком у Смольному.
Латиські стрільці забезпечили безпеку переїзду більшовицьких керівників (в тому числі, Леніна та Свердлова) з Петрограду до Москви 10 — 11 березня 1918 року (поїзд N 4001), коли в них ледь не виникла перестрілка з балтійськими матросами на станції Мала Вішера.
Як окремий підрозділ латиських стрільців було зведено наказом Раднаркому в латиську радянську стрілецьку дивізію на чолі з Вацетісом 13 квітня 1918. Тепер дивізія складалася з 3 бригад, по три стрілецькі полки та два артилерійських дивізіони в кожній. Крім того — кавалерійський полк, інженерний батальйон, батальйон зв'язку та авіаційний загін (18 аеропланів), важка гаубична батарея (8 англійських гаубиць «Віккерс»), зенітна батарея (4 зенітні гармати). Замість офіцерів, що відмовилися служити більшовикам, дивізія була доукомплектована командирами — латишами з російських частин. Також комплектувалася артилерія.
Розгорнуті в 9-й Латиський стрілецький полк бійці, стають кістяком комендантської служби в Кремлі аж до вересня 1918 року, після чого вони були відправлені на фронт.
До осені 1918 у лавах латиських стрільців значилося 24 тисяч бійців.

#### Начальники дивізії
- І. І. Вацетіс (13 квітня — 17 липня 1918)
- О. В. Косматов (виконувач обов'язків, 18 — 25 липня 1918)
- П. Я. Авен (25 липня 1918 — 11 січня 1919)
- Г. Г. Мангул (Мангуліс) (12 січня — 26 березня 1919)
- А. А. Мартусевіч (27 березня — 20 жовтня 1919)
- Ф. К. Калнін (Калниниш) (20 жовтня 1919 — 4 липня 1920)
- Я. Я. Лацис (4 — 15 липня 1920)
- К. А. Стуцка 15 липня — 28 листопада 1920)

### Дії проти Довбор-Мусницького та Каледіна
У січень 1918 року в районі білоруського міста Рогачова, спалахнув контрреволюційний заколот 1-го Польського корпусу легіонерів Юзефа Довбор-Мусницького. У його придушенні беруть участь підрозділи 1-го Даугаврівського й 4-го Відземського латиських стрілецьких полків і зведений загін матросів Балтійського флоту. Загальне керівництво здійснював Іоаким Вацетіс.
В цей же час на півдні Росії, 3-й Курземський полк боровся проти козацьких частин генерала Каледіна та 22 лютого 1918, зайняв полишені Добровольчою армією позиції, що пішла в «Крижаний похід» на Кубань, Ростов-на-Дону.
Після укладення Брестського миру стрільці, що залишилися в Латвії перейшли до Росії та 13 квітня 1918 року були зведені в латиську радянську стрілецьку дивізію — перше регулярне з'єднання Червоної армії. В Архангельську, Пензі, Саратові, Вітебську та інших містах, з тих, що знаходились в евакуації латиських робітників, були сформовані окремі латиські стрілецькі частини, батальйони й групи, що організаційно діяли самостійно.

### Придушення лівоесерівського заколоту
Незадоволені умовами Брестського миру, захвилювалися ліві есери які вважали, що їх несправедливо обходять під час розподілу влади. Їхні керівники призначили на 6 липня повстання проти більшовиків. З початку місяця в Москві розпочав роботу V Всеросійський з'їзд рад. Ліві есери пропонували для охорони з'їзду власні військові дружини, але Ленін та Свердлов наполягли на кандидатурі Латиських стрільців. Дзержинський мав дані про майбутнє повстання, і Вацетісу було рекомендовано зібрати якомога більше стрільців у Москві. Незважаючи на складні умови, з Південного фронту були переведені 3-й піхотний і кавалерійський полки. З їхнім прибуттям більше половини дивізій розташувалося в столиці й околицях.

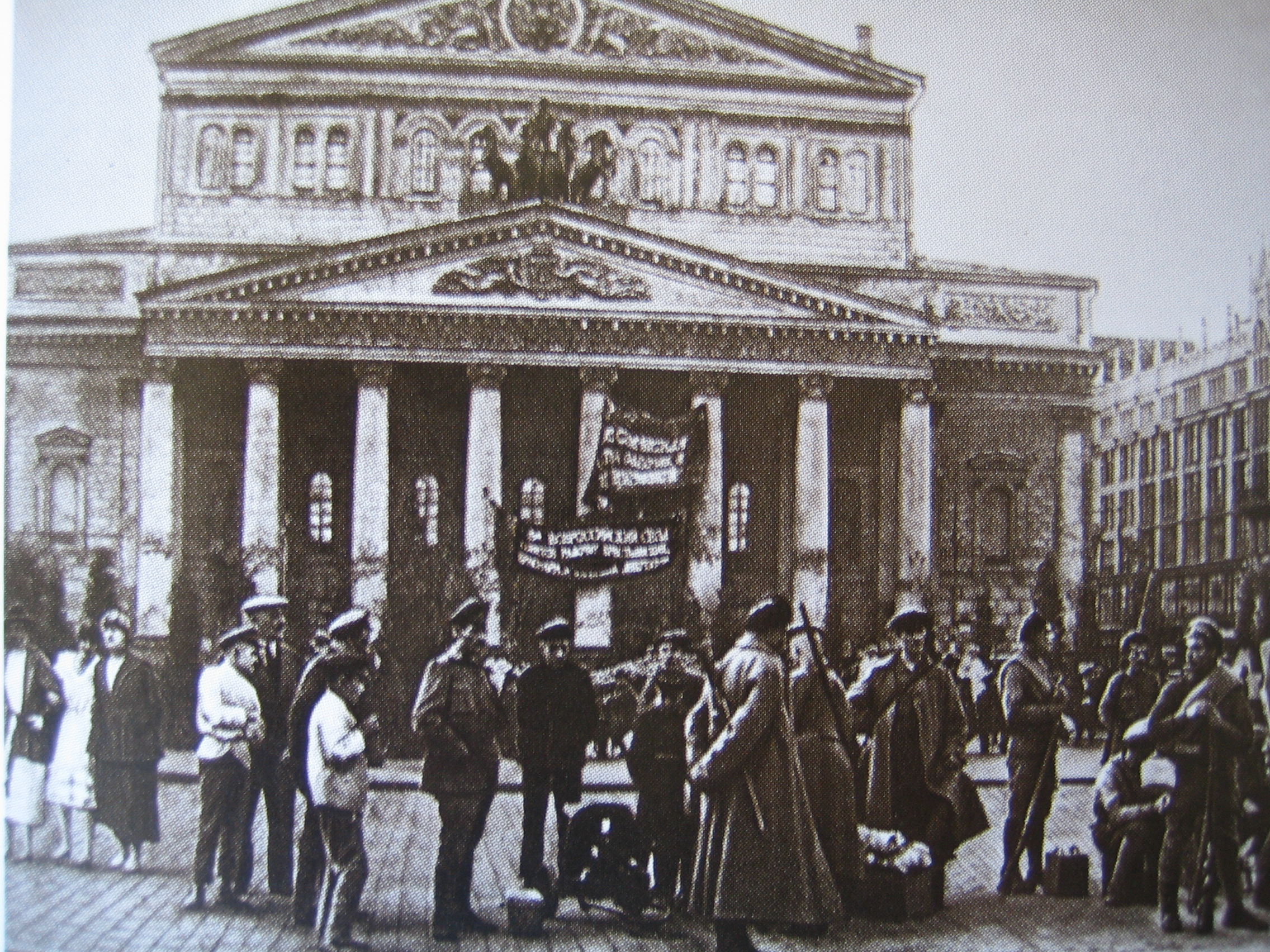
Латиські стрільці охороняють 5-й З'їзд Рад. Липень 1918

Напередодні, у Ярославлі було піднято білогвардійський заколот, за участю Савінкова. На його придушення більшовики були вимушені скерувати додаткові сили, але стрільців не чіпали, тримаючи в резерві.
6 липня був убитий німецький посол граф Мірбах, що послужило сигналом до початку повстання. Матроський загін Попова досить швидко заволодів ситуацією в центрі міста. Учасники опору були або розбиті, або переходили на бік заколотників. Лівоесерівською охороною було захоплено будинок ВЧК, а Дзержинський та Лацис заарештовані та посаджені в підвал.
Вранці наступного дня, підтягнувшись з міських околиць Латиські стрільці почали брати штурмом захоплені будівлі. Скориставшись нерішучістю есерів, які не стали штурмувати напередодні Кремль, за підтримки артилерії 1-й і 2-й стрілецькі полки вибили повстанців з усіх стратегічно важливих об'єктів, а тили підчищали кавалеристи й загони інших полків.
Вацетіс у своїй статті «Заколот лівих есерів у липні 1918 р.» пише, що втрати з боку стрільців були дуже серйозними, але головна мета була досягнута — заколот провалився, у Москві влада залишилася в руках більшовиків.
Латиські стрільці взяли участь у придушенні подібних повстань і в інших містах Росії: у Петрограді, Калузі, Вологді, Ярославлі та низці інших.
Лідерів лівих есерів було арештовано та засуджено, частина з них була розстріляна, арешти учасників повстання тривали тижнями по тому.
12 липня командир дивізії Іоаким Вацетіс за поданням Леніна призначається командувачем Східним фронтом.

### Бої за Казань
Влітку 1918 року в ході наступу військ Народної армії під командуванням В. О. Каппеля та Чехословацького корпусу для червоних виникла небезпека здачі Казані. Для організації оборони міста за наказом головнокомандувача Східним фронтом І. І. Вацетіса, до кінця липня в Казань прибуло 507 стрільців 5-го Земгальського латиського полку, що став однією з найбоєздатніших частин казанського гарнізону, а також деяка кількість кавалерії та артчастини. Гарнізон Казані становила 1-ша Латиська дивізія, матроський загін з 1000 осіб, окремі червоноармійські загони — близько 3000 бійців. Стрільцям доручили охорону штабу Східного фронту, пароплавної пристані, Державного банку, складів. Попри чисельну перевагу червоних, а також наявність серйозних укріплень в обороні, 7 серпня Казань була взята російсько-чеським загоном (близько 2000 осіб, у тому числі кавалерійський полк з кількома гарматами). Очевидці подій свідчили: 
|  | Битва під Казанню показало повну небоєздатність червоних загонів … Весь тягар оборони Казані впав на 5-й полк латиських стрільців. 5-й полк латиських стрільців відновив свою бойову славу й бився досить наполегливо, відходячи в порядку |

Битва за Казань затягувалася через наполегливий опір радянського 5-го Латиського полку на південній околиці Казані, що почав було навіть тіснити чехів назад до пристані. Вирішальним виявився перехід на бік білих 300 бійців Сербського батальйону майора Благотіча, які розміщувалися в Казанському кремлі й служили раніше червоним. Напередодні серби відмовилися видати більшовикам своїх офіцерів і пішли з міста. У вирішальну мить батальйон завдав червоним несподіваний фланговий удар. У підсумку, опір 5-го Латиського полку було зламано. В. А. Зінов'єв — офіцер 5-го уланського Литовського полку, який квартирувався у Симбірську, що був очевидцем й учасником подій, свідчить у своїх мемуарах:
|  | 5-й Латиський полк цілком, на чолі з командиром його, здався нам. Це був єдиний випадок за всю Громадянську війну, коли латиські частини здавалися. |

Тим часом, за свідченням сучасних істориків, опір 5-го латиського полку було зламано, а сам він був майже повністю знищений. При цьому Талгат Насіров стверджує, що під час боїв за Казань із понад 500 бійців особового складу полку, 40 стрільців загинуло, 137 потрапили в полон. Велика частина стрільців під командуванням колишнього прапорщика Грегора через Царевококшайск вийшла до Свіяжська. Після повернення червоними Казані 10 вересня 120 стрільців, що здалися в полон, повернулися до свого полку. За іншими відомостями, полк поплатився 350-ю бійцями, взятими каппелівцями в полон, і яких, як іноземців, котрі взялися не за свою справу, Військово-польовий суд засудив до розстрілу.
Контрнаступом латиських стрільців на Казань керував Ян Андрійович Юдін, який загинув під час бою.
20 серпня 1918 за оборону Казані 5-й стрілецький полк, першим у Червоної армії, був нагороджений Почесним революційним Червоним Прапором.
Після прибуття підкріплення (основою послужили 1-й, 2-й, 4-й і 6-й полки Латиської дивізії), ситуація на фронті кардинально змінилася — до осені 1918 року загони Народної армії вже не могли стримати Червону армію, що багаторазово перевершували їхні сили. У ніч на 11 вересня білими була здана Казань, 12 вересня червоними був узятий Симбірськ.

### Битва за Латвію
Восени всі полки латиської дивізії об'єднуються в Західному районі оборони. Наприкінці 1918 року стрільці переходять на територію Латвії, де армія Латвійської РСР веде боротьбу проти Латвійської Республіки та німців. У січні 1919 формується Армія Радянської Латвії, основу якої склала Латиська стрілецька дивізія. Практично у повному складі (крім 5-го полку) вони утворили 1-ту стрілецьку дивізію Радянської Латвії. У 2-ю дивізію увійшли латиські частини, сформовані на території Радянської Росії та чотири, повністю укомплектовані з московських робітників, полки. До них приєднали бойові дружини Вентспілса й Талсі. На першому етапі чисельність коливалася в районі 22 тисяч чоловік, а до травня зросла у два рази. Командували військами Вацетіс, Данішевський, Фабриціус, Авен. Після залишення центральних районів Латвії влітку 1919 латиські стрільці, які зазнали великих втрат, були зведені в латиську стрілецьку дивізію.

### Боротьба з Денікіним
Восени 1919 року латиські полки як найкращі війська Червоної армії беруть участь у бойових діях проти ЗСПР під час походу армії генерала Денікіна на Москву. З інших фронтів під Орел стягувалися війська для формування ударної групи під командуванням начдива Латиської дивізії А. А. Мартусевича (колишнього генерал-майора царської армії). До складу групи чисельністю близько 20 тисяч осіб з майже півсотнею гармат і більш ніж сотнею кулеметів входили Естонська стрілецька дивізія, Латиська стрілецька дивізія, бригада червоних козаків з України й бригада Павлова, основу якої становив Київський полк. 11 жовтня відбулося перше бойове зіткнення латиських стрільців з денікінцями. 27 жовтня настав перелом, після якого стало ясно, що денікінський похід на Москву зірваний. 19 грудня 1919 латиські стрільці захопили Харків. Історики вважають, що латиським стрільцям належить вирішальна роль у відбитті походу Денікіна на Москву. За це Латиська дивізія була нагороджена почесним Червоним Прапором.

Збереглися спогади офіцера Корніловського ударного полку — військової частини, чий фронт під час Орловсько-Кромської операції протистояв фронту латиської дивізії. Олександр Трушновіч — командир однієї з кулеметних команд корніловців згадував благородний, за його словами, вчинок латишів під час жорстоких боїв з ними за село Верхопенка, коли безпосередньо після знищення його кулеметною батареєю цілого батальйону латиських стрільців, які йшли в обхід флангу Корніловської дивізії та наштовхнулись на батарею Трушновіча, і відході білих частин з займаної ними вулиці, який стався після того, вони (корніловці) не змогли винести кількох своїх поранених офіцерів. 
|  | При повторному наступі я побачив їх лежачими так, як ми їх залишили. Латиші над ними не знущалися, і їх не добили |

Трушновіч оцінював описаний вчинок бійців 6-го або 7-го радянського латиського полку як благородний — в історії Громадянської війни це було великою рідкістю.

Командувач радянським Південним фронтом А. Єгоров пізніше згадував: 
|  | … Латиські стрільці своїм героїчним натиском … поклали початок розгрому сил усієї південної контрреволюції» |

5-й латиський полк відзначився в боях проти військ генерала Н. Н. Юденича під Петроградом й отримав другий Почесний Червоний Прапор ВЦВК.

### Боротьба з Врангелем (Битва за Крим)
До березня 1920 року Латиська дивізія складалася з 17 тис. солдатів й офіцерів, розділених на 9 полків. Перед тим як приступити до завоювання Криму, латиські стрільці завдали відчутної поразки селянській армії Махна (березень 1920). 6-7 березня 1920 року 6 латиський полк під командуванням Фрициса Лабренциса брав участь у гонитві за знаменитим отаманом Михайлом Малашко після його нальоту на Верхньодніпровськ.
квітні 1920 року латиські стрільці склали ударну групу Червоної армії, яка штурмувала Перекоп. Запеклі бої з врангелівцями затягнулися до осені. Тільки 14 листопада латиські стрільці увірвалися в Євпаторію.

### Розформування
28 листопада 1920 Червонопрапорна Латиська дивізія була розформована й близько 12 тис. стрільців повернулись до Латвії. Керівництво ж підрозділів залишилася в Радянській Росії. У роки Другої світової війни деякі з колишніх латиських стрільців (наприклад, Карліс Лобе) вступили в добровольчі з'єднання, які воювали на боці вермахту проти Червоної армії

## Білі латиські стрільці
Частина стрільців, які відступили з Латвії в лютому 1918 ухвалила рішення не воювати на боці червоних і за можливості уникнути участі в громадянській війні. У багатьох сім'ї, які втекли від німецької окупації, були розкидані по Україні, Заволжжі, Уралу, Сибіру. Заручившись підтримкою командувача військами Антанти в Сибіру генерала Жанена, латиші стали формувати військові підрозділи, для участі у звільненні території Латвії від німців.
За наказом військового міністра генерала Галкіна від 1 жовтня 1918, у Троїцьку був організований 1-й Окремий Троїцький латвійський батальйон. До нього увійшли, крім колишніх стрільців, латиші — колоністи та біженці. На першому етапі формування намагалися не брати осіб, що служили в Червоній армії або співчували більшовикам. При бажанні мати 10 000 багнетів були дозволені формування до 1000 чоловік, плюс можливість організувати у Владивостоці Латиський стрілецький Імантський полк.
Командирами призначалися П. Дардзан (колишній командир 1-го Даугавгрівського полку) і Я. Куреліс (колишній командир 5-го Земгальского полку).

Генерал Жанен П'єр Шарль Моріс

Адмірал Колчак і його оточення не довіряли новим латиським частинам, а японці, які переважали на той час у регіоні, розстріляли 31 добровольця, визнавши їх більшовиками. Пізніше, під тиском, уряд Японії виплатив компенсації сім'ям вбитих.
Розуміння було знайдено тільки з чехословаками. Завдяки їхній підтримці, стало можливим обмундирування та озброєння батальйону. Англійські та французькі військові представники профінансували це, домовившись про оплату з новим урядом Латвії.
Після мобілізації, оголошеної Верховним Головнокомандувачем Російської армії адміралом А. В. Колчаком, латиські частини відступали з частинами Східного фронту Російської армії й несли військову службу.
В умовах сибірської зими 1919–1920 років, морозів до мінус сорока градусів, через Омськ, Томськ, Читу та Харбін, Троїцький батальйон добрався до Владивостока й разом з Імантським полком на суднах союзників, був доставлений 3 жовтня в латвійський порт Лієпаю, а через кілька днів — до Риги. Прибуло понад тисячу солдатів з цивільними особами та дітьми. За транспортування Франція взяла з Латвії 9000000 франків, а Велика Британія — 130 тисяч фунтів стерлінгів.
Хоча війна на теренах Латвії закінчилася, батальйон був включено до складу латвійської армії, а з розформованого Імантського полку на службу взяли всіх, хто висловив бажання.

## Стрільці в художній літературі
- Олександр Чакс — збірка поем про латиських стрільців «осяяні вічністю» (ч. 1-2, 1937–1939).

## Стрільці в образотворчому мистецтві
- Гросвалдс, Язепс — цикл картин «Латиські стрільці» (1916–1917)
- Густав Клуцис — фотомонтаж «Атака. Латиські стрільці» (1918)
- Індуліс Зарінь, народний художник СРСР — триптих «Солдати революції» (1962–1965), «Легенда» (1971), «Прапор стрільців» (1980)
- Валдіс Албергс — пам'ятник латиським стрільцям у Ризі
- Яніс Земітіс — Гроза минула (Ленін і червоні латиські стрільці після придушення заколоту лівих есерів, 1969) Полотно, олія. 188x134
- Андрейс Германіс — Правоохоронці революції (Червоні латиські стрільці в Кремлі, 1970) Полотно, олія. 120x160 Полотно, олія. 120x160
- Гунтіс Струпуліс — Бесіда (Ленін і червоні латиські стрільці, 1970) Полотно, олія. 200x290

## Фільмографія
Художні фільми:
- Повість про латиського стрільця реж. Павло Арманд, 1958
- Змова послів реж. Микола Розанцев, 1965
- Шосте липня реж. Юлій Карасик, 1968

Документальні фільми:
- «Сузір'я стрільців» Режисер Юріс Поднієкса, 1982
- Карателі. Правда про «латиських стрільців» — Росія, Режисер Геннадій Биков, 2007[20][21][22]

## Музика
- Пісні стрільців (група «Vilki») — Stobri jau karsti [Архівовано 12 серпня 2011 у Wayback Machine.], Dzeloņdrātis [Архівовано 14 листопада 2011 у Wayback Machine.], Uz priekšu latvieši [Архівовано 14 листопада 2011 у Wayback Machine.]
- У 2000 році група Skyforger випустила альбом Latviešu strēlnieki.

## Різне
- Первісток радянського літакобудування, створений ЦАГИ, пасажирський моноплан АК-1 — «Латиський стрілець», який працював на першій російській повітряній лінії Москва — Нижній Новгород, відкритій у 1925 році, а потім брав участь у перельоті Москва — Пекін.

## Топоніми
- Вулиця Латиських Стрільців у Санкт-Петербурзі (Російська федерація)
- Вулиця Латиських Стрільців у Казані (Російська федерація)
- Вулиця Латиських Стрільців в Орлі (Російська федерація)
- Вулиця Латиських Стрільців, місто Харків, район Велика Данилівка - з 2015 року вулиця Січових Стрільців

## Поховання
- Братське кладовище в Ризі. Меморіальний ансамбль, військові поховання.
- Братські могили в Кекава, біля хутора Трушелі.
- Військове кладовище в селищі Катлакалнс, Кекавской волості Ризького району.